# Marc Bazin
Marc Louis Bazin (San Marcos, 6 de marzo de 1932-Puerto Príncipe, 16 de junio de 2010) fue un abogado, economista y político haitiano, quien ejerció diversos cargos públicos tanto en su país como en organismos internacionales, llegando a ser funcionario tanto del Banco Mundial como de las Naciones Unidas, y posteriormente llegó a ser Ministro de Finanzas y Economía bajo la dictadura de Jean-Claude Duvalier. Fue Primer Ministro de Haití y Presidente en simultáneo desde el 4 de junio de 1992, nombrado por el gobierno militar que había tomado el poder el 30 de septiembre de 1991.

## Biografía
Nacido en Saint-Marc, su padre, Louis Bazin, era miembro de la elite negra de Artibonito. Estudió derecho y economía en el Instituto Solvay en Bruselas y luego trabajó como economista para el Banco Mundial de 1972 a 1976. Bazin se desempeñó como Ministro de Economía y Finanzas durante seis meses en 1982, bajo la dictadura de Jean-Claude Duvalier.
Fue considerado como el candidato presidencial haitiano favorito de la administración estadounidense de George H. W. Bush y la población burguesa de Haití. Cuando el país no podía durar más en las relaciones exteriores como una dictadura militar y tenía que abrir el gobierno a elecciones libres, Bazin era visto como el candidato ganador en caso de que los comicios se llevasen a cabo antes de que la izquierda haitiana tuviera tiempo de reorganizarse.
En última instancia, Bazin recibió el 14% de los votos; Jean-Bertrand Aristide ganó las elecciones presidenciales de 1990 con el 67%. Después de nueve meses, Aristide fue depuesto por un golpe militar. En junio de 1992, el ejército designó a Bazin como primer ministro y presidente interino. La respuesta inicial de Washington fue que ocupaba el cargo ilegalmente, pero pronto se acercaron a él y presionaron a Aristide para que negociara con los militares y con Bazin. Con el cambio de las administraciones en los EE. UU. y el ascenso de Bill Clinton, la actitud hacia Haití cambió. Bazin dimitió el 8 de junio de 1993.
Bazin también fue un ferviente opositor político de Aristide, y se presentó en las elecciones presidenciales de 2006, pero recibió apenas el 0,68% de los votos.
Bazin murió de cáncer de próstata en su casa en Pétion-Ville el 16 de junio de 2010.